# Jan Bełcikowski
Pour les articles homonymes, voir Bełcikowski.
Jan Bełcikowski (Belcikowski) était un écrivain polonais né en 1874 et mort le 21 (ou 20) juin 1940. Il fut assassiné par les Nazis (voir Palmiry).
Il serait né en Podolie, à Owsijówka pod Berszadą (le registre d'Ellis Island mentionne qu'un Jan Bełcikowski arrive aux États-Unis le 28 mars 1924 en provenance de Cherbourg). Arrivent avec lui ceux qui doivent être sa femme et ses deux filles : Genowefa Belcikowska, Alicja Belcikowski et Jadwiga Henryka Belcikowski. Ceci n'est en aucun cas vérifié.)
Il est aussi fait mention d'une Alicja Bełcikowska, exécutée le même jour que lui. Manifestement résistante à l'oppression nazie, on la retrouve souvent en référence à Jan Belcikowski. Il est possible que ce fût son épouse, vu la déclinaison "-a" en fin de nom. Une source la décrit comme une militante sociale. Il lui aurait dédié Polskie kobiece stowarzyszenia i związki współpracy międzynarodowej kobiet: on peut lire en effet qu'il dédie ce livre à "swojej kochanej żonie Alicji", ce qui en français signifie "à son épouse bien-aimée, Alice". Il semble donc que le Jan Belcikowski qui immigre aux États-Unis ne soit qu'un homonyme.  
Il s'est intéressé à la question de la femme. Il est en effet souvent cité dans des sites traitant du féminisme. Il a à ce sujet publié Warszawa kobieca (Les femmes de Varsovie, en français) en 1930.   

## Lieu de naissance
Le lieu de naissance restait un mystère. Après recherche, il apparait qu'il s'agit de la ville de Осиевка (Osiivka), ville située à 20 km de Berchad, d'où "pod Berszadą" qui signifie "sur Berchad". Ce lieu se situe dans un district d'Ukraine appartenant à la Podolie. 

## Sources
http://herstoria.blox.pl
http://www.ellisisland.org/
http://www.catholicculture.org/culture/library/view.cfm?recnum=472
http://www.historia.org.pl
http://www.estreicher.uj.edu.pl
http://bc.mbpradom.pl